# خوان کارلوس کوراسا
خوان کارلوس کوراسا (اسپانیایی: Juan Carlos Corazza‎؛ زادهٔ ۱۹۵۹ میلادی) مدرس نامدار بازیگری و کارگردان نمایش اهل آرژانتین است که از دهه ۱۹۹۰ در اسپانیا مستقر شده است.

## زندگی‌نامه
او در سال ۱۹۵۹ در آرژانتین متولد شد و در آدلیا ماریا در استان کوردوبا بزرگ شد. او در کنسرواتوار هنرهای نمایشی بوئنوس آیرس زیر نظر کارلوس گاندولفو و آگوستو فرناندس آموزش دید. پس از کارگردانی اولین نمایش خود در اسپانیا با مرکز تئاتر آندلسی (CAT) در سال ۱۹۹۰، آتلیه بازیگری در مادرید تأسیس کرد و از آن زمان به بعد در اسپانیا فعال بوده است.
برخی از شاگردان او عبارتند از خاویر باردم، النا آنایا، سیلویا آباسکال، روبرتو انریکس، خوانا آکوستا، آلبا فلورس، آلیسیا بوراچرو، سرخیو پریس-منچتا، آلبرتو آمان، خاویر گودینو، مانوئلا بلاسکو و پیلار لوپس د آیالا.
او همچنین کانسوئلو تروخیو و مانوئل مورون را آموزش داده است که خود به معلمان بازیگری تبدیل شده‌اند.
در سال ۲۰۱۸، در مراسم بیست و هفتمین جوایز «اتحادیه بازیگران مرد و بازیگران زن اسپانیا»، جایزه ویژه‌ای به او اهدا شد که این جایزه توسط دو نفر از شاگردانش (خاویر باردم و النا آنایا) به او تقدیم شد.